# セム族 (民族集団)

セム諸語の分布

セム族（セムぞく、英: Semites）は、セム系の言語を継承してきた民族の総称である。中東、西アジアや北アフリカ、アラビア半島に分布する古代・現代のさまざまなセム語の民族を指し、アッカド人、古代アッシリア人、バビロニア人、エブラ人、ウガリット人、カナン人、フェニキア人（カルタゴ人を含む）、ヘブライ人、ユダヤ人、サマリア人、アラム人、カルデア人、アムル人、モアブ人、エドム人、ヒクソス、ナバタイ人、サバ人、マルタ人、マンダ教徒、サービア教徒、シリア人、アマレク人、アラブ人、アッシリア人、パルミラ人、ケダル人などを含む。

## 名称
セムという名称は当初、アウグスト・ルートヴィヒ・フォン・シュレーツァーがヨーハン・ゴットフリート・アイヒホルンの "Repertorium"(1781年)において、ヘブライ語に関連する語群を指す用語として提起したものであった。アイヒホルンを通じてこの名称は一般的に使用されるようになった。以来、セム語の話者の集団のみならず、明らかにセム人にルーツがあるとみられる人々や、歴史の中で完全にセム化したと考えられる民族集団もいくぶん広い意味でセム人に含めることもあった。
形容詞 Semitic （セム語の-、セム人の-）は、聖書におけるノアの3人の息子の1人であるシェム、より正確には、その名のギリシア的派生語すなわち Σημ （セーム）から来ており、人を指す名詞形が Semite すなわち「セム人」である。

## セム語族
セムという名称は比較言語学において語族名に転用され、セム語族（英: Semitic Language Family）という用語が生まれた。その上位にはセム・ハム語族 (Semito-Hamitic) ないしハム・セム語族 (Hamito-Semitic)、後にはアフロ・アジア語族 (Afro-Asiatic) が立てられ、セム諸語（英: Semitic Languages）はその下位グループとされた。今日では Semitic をセム語派と翻訳することもあるが、セム語族という呼称も用いられる。
言語学と民族学において、「セム」語（「名」と翻訳される聖書の「シェム」〔ヘブライ語: שם、アラビア語では ساميّ〕に由来）という言葉は、主として中東に起源がある言語グループを指す用語であった。この語群には、アッカド語（アッシリア語とバビロニア語）、アムハラ語、アムル語、アラビア語、アラム語/シリア語、カナン語群/フェニキア語、カルデア現代アラム語、エブラ語、エドム語、ゲエズ語、ヘブライ語、マルタ語、マンダ語、モアブ語、ティグレ語とティグリニャ語、ウガリット語などが挙げられる。

## 反セム主義
反セム主義 (anti-Semitism, antisemitism) という語は、その文字通りの意味ではなく、反ユダヤ主義に限って使われる。例えば反アラブ主義がそう呼ばれることはないばかりか、「アラブ人の反セム主義」のようにセム族同士の関係に対し使われることすらある。
19世紀にエルネスト・ルナンやヴィルヘルム・マルなどによってセム族とアーリア族が対比され、反ユダヤ主義を「反セム主義」とする用語も定着した。